# جوزيف إم. سيغل
جوزيف إم. سيغل (بالإنجليزية: Joseph M. Siegel)‏ هو كاهن كاثوليكي أمريكي، ولد في 18 يوليو 1963 في جوليت في الولايات المتحدة.